# 2e régiment de parachutistes d'infanterie de marine
Pour les articles homonymes, voir 2e régiment.
Le 2e régiment de parachutistes d'infanterie de marine (ou 2e RPIMa) est une unité d'infanterie parachutiste de l'armée française créée en 1947. Il est l'héritier du 2e BCCP et des parachutistes coloniaux.

## Historique
En 1947, le 2e bataillon colonial de commandos parachutistes (2e BCCP) part pour l'Indochine, où il combattra jusqu'en 1953 en deux séjours (1947-1949 et 1950-1953), cité trois fois à l'ordre de l'armée.
Recréé en 1954 2e BPC (bataillon de parachutistes coloniaux) à la citadelle de Bayonne part pour Marrakech au Maroc, dissous le 31 juillet 1955.
Recréé en 1955 à Constantine (Algérie), le régiment prend l'appellation de 2e régiment de parachutistes coloniaux (2e RPC par regroupement des 1er, 5e et 8e BPC dissous) puis, en 1958, de 2e régiment de parachutistes d'infanterie de marine. Il sert de 1955 à 1962 en Afrique du Nord. Le 5 novembre 1956 lors de la crise du canal de Suez, il saute en deux vagues à Port-Saïd (opération Mousquetaire) et il est cité à l'ordre de l'Armée.
En juillet 1961, il saute sur Bizerte et participe aux affrontements avec l'armée tunisienne.
Dissous le 5 juillet 1962, le 2e RPIMa est recréé le 1er janvier 1965 à Ivato (Madagascar) à partir du 5e bataillon parachutistes d'infanterie de marine.
Il rejoint La Réunion en 1973 où il intègre en son sein la 2e compagnie de Bourbon, compagnie de tradition de l'île et dont un grand ancêtre est le corps des volontaires de Bourbon (1799). Depuis La Réunion, il participe à diverses opérations : Comores (1990) Djibouti (1993/1994) Rwanda (1994) Comores, opération Azalée (1995/1996).
Le 2e RPIMa fait la démonstration de ses savoir-faire lors de l’exercice interarmées Bizerte 2008 sur la zone de sauts de L’Étang-Salé sur l'île de la Réunion.
Le 20 mai 2009, le 2e RPIMa effectue un saut en parachute au-dessus de la baie de Saint-Paul avec le GAM (groupe d'assaut par mer).
Le 7 octobre 2009, le régiment participe à un exercice militaire de grande ampleur en baie de Saint-Paul.

## Brevet parachutiste

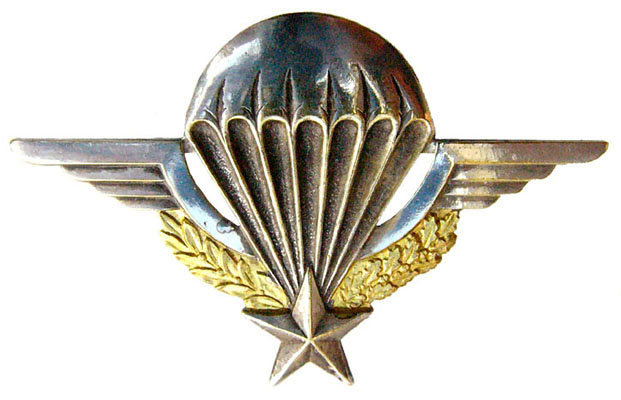
Brevet parachutiste de l'armée française.

## Insigne régimentaire
Un sabre planté avec l’inscription « Qui ose gagne » devant un parachute avec une ancre de marine soutenu par deux ailes égyptiennes. La devise « ne pas subir » apparaît au dos de l'insigne régimentaire.
L’insigne, créé par le colonel Château-Jobert, représente :
- le parachute des troupes aéroportées, les ailes égyptiennes du badge SAS britannique et le poignard arme spéciale des commandos avec la devise « Qui ose gagne », hérités des SAS ;
- l’ancre d’or des troupes de Marines ;
- les trois couleurs de la France.

## Devise
Jusqu'au 5 juillet 1962, sa devise était : « À la vie. À la mort ». La devise actuelle du 2e RPIMa est : « Ne pas subir ».

## Drapeau et décorations
Il porte, cousues en lettres d'or dans ses plis, les inscriptions suivantes,:
Sa cravate est décorée de la fourragère aux couleurs du ruban de la croix des Théâtres d'opérations extérieurs. Le régiment est cité quatre fois à l'ordre de l'armée.

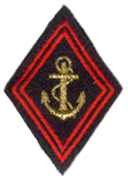
Insigne d'épaule gauche avec l'ancre de l'infanterie de marine.
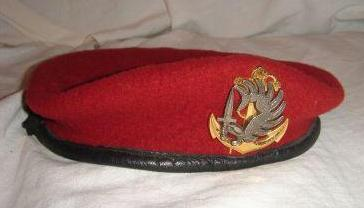
Béret rouge (amarante) des paras T.D.Ma.
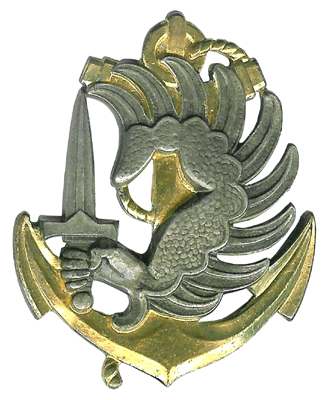
Insigne de béret parachutiste T.D.M. avec l'ancre de marine avec le bras armé de saint Michel, tenant dans sa main droite un glaive.

## Chefs de corps
- Indochine
- Chef de bataillon André Dupuis (15/11/1947-28/11/1948) [8]
- Capitaine Trinquier (29/11/1948-13/12/1949).
- Capitaine Raymond Toce (01/02/1950-00/02/1952) [9]
- Capitaine Albert Lenoir (1953) [10]
- Afrique française du Nord
- Chef de bataillon Victor Chaudrut (02/1954-07/1955) au Maroc [11]
- Chef de bataillon Maurice Ferrano (10/1955-11/1955) [12]
- Colonel Chateau-Jobert, dit « Conan » (1955-1957).
- Colonel Fossey-François (1957-1958).
- Colonel Olivier Le Mire (1958-1960).
- Colonel Toce (1960-1961).
- Chef de bataillon Marcel Mollo (1961-1962) [13]
- Madagascar à Ivato (1965)
- Chef de bataillon Yves Gras (1965-1966) [14]
- Colonel Le Borgne (1966-1968).
- Lieutenant-colonel Lucien Le Boudec (1968-1970).
- Lieutenant-colonel Hubert Foucher (1970-1972).
- Lieutenant-colonel Ralph Firth (1972-1973).
- Île de La Réunion – parc des Casernes de St-Pierre (1973)
- Lieutenant-colonel Firth (1973-1974).
- Lieutenant-colonel Jean Subregis (1974-1976) [15]
- Lieutenant-colonel Salaun (1976-1978).
- Lieutenant-colonel Dominique Viard (1978-1980).
- Île de La Réunion – Pierrefonds, quartier Dupuis. 1980
- Colonel Raymond Sepulchre (1980-1982).
- Colonel Cluset (1982-1984).
- Colonel Fruchard (1984-1986).
- Colonel Pierre Meaudre-Desgouttes (1986-1988).
- Colonel Jean-Paul Raffenne (1988-1990).
- Colonel Jean-Michel Joana (1990-1992).
- Colonel Jean Brantschen (1992-1994).
- Lieutenant-colonel Christian Soum (1994-1996).
- Colonel André Helly (1996-1998).
- Colonel Philippe Beny (1998-2000).
- Colonel Fernand Georges(2000-2002).
- Colonel Franck Reignier (2002-2004).
- Colonel Éric De Vathaire (2004-2006).
- Colonel Thierry De La Doucette (2006-2008).
- Colonel Thierry Chigot (2008-2010).
- Colonel Xavier Lafargue (2010-2012).
- Colonel Vincent Alexandre (2012-2014).
- Colonel Pierre Demont (2014-2016).
- Lieutenant-colonel Fabrice Murat (2016-2018).
- Colonel Daniel Brunet (2018-2020)[16].
- Colonel Geoffroy Rondet (2020-2022)[16]
- Colonel Fabien Striffling (2022-2024)[17]
- Colonel Vincent Lehmuller (2024-...)[18]

## Le régiment aujourd'hui
Le 2e RPIMa est la seule formation militaire française possédant une capacité de projection parachutiste stationnée en permanence outre-mer.

### Composition
- 1 état-major
- 2 compagnies de combat (dont 1 tournante)
- 1 compagnie de réserve
- 2 compagnies de soutien (1 compagnie de commandement et de logistique et 1 compagnie de maintenance).

### Missions
Le régiment assure des missions opérationnelles de souveraineté territoriale, de coopération régionale et de service public. Il assure également le soutien terrestre des forces armées de la zone sud de l'océan Indien (FAZSOI).

### Implantation
Le 2e R.P.I.Ma se situe à Pierrefonds au sud-ouest de l'île de La Réunion, au cœur de l'océan Indien. Proche du centre de Saint-Pierre (7 km), il est situé à 85 km de la préfecture, Saint-Denis.

### Matériels

#### Véhicules
Il dispose de véhicules de gamme civile et de véhicules tactiques (P4), poids lourds (GBC 180, TRM 2000), postes de transmissions (PR4G)…

#### Armement
Il est équipé de fusils d'assaut (HK416F), de fusils de précision (FR-F2), de mortiers de 81 mm, et de mitrailleuses de calibre 7,62 puis 12,7 mm.

## Traditions
La fête des troupes de marine
Elle est célébrée à l'occasion de l'anniversaire des combats de Bazeilles, du nom de ce village 4 fois repris et abandonné sur ordres, le 31 août et le 1er septembre 1870.
Et au Nom de Dieu, vive la coloniale
Les Marsouins et les Bigors ayant pour saint patron Dieu lui-même, ce cri de guerre termine les cérémonies intimes qui font partie de la vie des régiments. Son origine est une action de grâce du Révérend Père Charles de Foucauld, missionnaire, voyant arriver à son secours les unités coloniales un jour où il était en difficulté avec une tribu locale.
Saint-Michel, patron des parachutistes
Comme tous les régiments parachutistes le 2e RPIMa célèbre son saint patron le 29 septembre. C'est en même temps la fête du régiment.

## Personnalités ayant servi au sein du régiment
- Roger Trinquier (1908-1986), officier français.
- Albert Fossey-François (1909-1958), officier français, Compagnon de la Libération.
- Maurice Ferrano (1909-1981), officier français, Compagnon de la Libération.
- Pierre Chateau-Jobert (1912-2005), officier français, Compagnon de la Libération.
- Lucien Le Boudec (1923-2013), général français.

## Sources et bibliographie
- Collectif, Histoire des parachutistes français, Société de Production Littéraire, 1975.
- Colonel Roger Flamand, Paras de la France libre, Éditions Presses de la Cité, 1976  (ISBN 978-2-258-00036-0).
- Henry Corta, Les bérets rouges, Amicale des anciens parachutistes SAS, 1952.

#### Sites officiels
- « 2e régiment de parachutistes d’infanterie de marine », sur terre.defense.gouv.fr (consulté le 4 janvier 2024).
- « 2e régiment de parachutistes d’infanterie de marine », sur defense.gouv.fr, Commandement de la Force et des Opérations Terrestres (CFOT) (consulté le 25 novembre 2024).

#### Autres
- « Courrier des lecteurs :  L’histoire du retour forcé il y a 42 ans de la base de Terre Rouge à Ivato à Terre Sainte à St-Pierre », témoignage d'un ancien sur l'année 1973, sur Zinfos974, 14 juillet 2015 (consulté le 4 janvier 2024).